# Siona fasciata
Siona fasciata är en fjärilsart som beskrevs av Hoffmann. Siona fasciata ingår i släktet Siona och familjen mätare. Inga underarter finns listade i Catalogue of Life.